# حفل توزيع جوائز الأوسكار الرابع والتسعون
حفل توزيع جوائز الأوسكار الرابع والتسعين (بالإنجليزية: 94nd Academy Awards)‏ هو الحفل الرابع والتسعون لجوائز الأوسكار الذي نظمته أكاديمية فنون وعلوم الصور المتحركة لِتَكريم أفضل الأفلام المعروضة في 2021، وأذاعته أيه بي سي (ABC) في الولايات المتحدة، ودبي وان (Dubai One) وشبكة أوربت شوتايم (OSN) وإم بي سي 2 (MBC2) في الشرق الأوسط وشمال أفريقيا. أقيم الحفل في مسرح دولبي في هوليوود، لوس أنجلوس، كاليفورنيا.

فاز فيلم كودا بثلاث جوائز منها جائزة أفضل فيلم، وفاز فيلم كثيب بست جوائز رائدة، بينما فاز فيلم عيون تامي فاي بجائزتين، ومن الأعمال الأخرى التي حصلت على جوائز قوة الكلب، والملك ربتشارد، وقصة الحي الغربي، وقد سيارتي، وإنكانتو، وبلفاست، ولا وقت للموت، وكرولا، وألبوم الوداع الطويل [الإنجليزية] والفيلم الوثائقي ملكة كرة السلة [الإنجليزية]، وسمر أوف سول [الإنجليزية]، وذا ويندشيلد ويبر [الإنجليزية].

## وصلات خارجية

### المواقع الرسمية
- Oscars Channel at يوتيوب (run by the أكاديمية فنون وعلوم الصور المتحركة)